# Jubilejnyj
Jubilejnyj (in russo Юбилейный?; anche traslitterata come Yubileyny) è una cittadina della Russia europea centrale (oblast' di Mosca), situata sul fiume Kljaz'ma, 6 km a nord-est dell'anello autostradale della capitale; dal punto di vista amministrativo è direttamente dipendente dall'oblast' di Mosca.
Fino al 1989 fu una città chiusa, conosciuta con il nome informale di Bolševo-I; ottenne lo status di città nel 1992.

## Società

### Evoluzione demografica
Fonte: mojgorod.ru Archiviato il 24 settembre 2014 in Internet Archive.
- 1996: 26.500
- 2002: 30.837
- 2007: 32.100